# Royaume-Uni au Concours Eurovision de la chanson 1983
Le Royaume-Uni était représenté au Concours Eurovision de la chanson 1983 par Sweet Dreams avec la chanson "I'm Never Giving Up". Il a été choisi dans le cadre du processus de sélection nationale dans l'émission A Song for Europe et s'est classé sixième à l'Eurovision, recevant 79 points.

## Sélection

### A Song for Europe 1983
L'émission télévisée A Song for Europe a de nouveau été utilisée pour sélectionner la candidature britannique, comme elle l'avait fait depuis les débuts du Royaume-Uni au Concours en 1957.

#### Compétitions
Parmi les entrées, les auteurs-compositeurs Tony Hiller, Martin Lee et Paul Curtis avaient déjà eu des chansons lors de la finale de l'Eurovision. Stephanie De Sykes et Stuart Slater avaient déjà remporté deux fois le concours A Song for Europe en 1978 et 1980. L'auteur-compositeur Marty Kristian avait concouru avec The New Seekers en 1972. Son groupe comprenait l'ancienne chanteuse des New Seekers Kathy Ann Rae et l'ancien participant Lance Aston (de Prima Donna). When the Kissing Stops, écrit par Martin Lee et Barry Upton de Brotherhood of Man avec leur partenaire d'écriture de longue date Tony Hiller (qui avait co-écrit Save Your Kisses for Me avec Lee), était à l'origine destiné au groupe lui-même, mais ils ont décidé qu'il valait mieux ne pas risquer de perdre et donc de ne pas participer ; bien que les quatre membres du groupe aient assisté à l'émission. Le groupe n'a pas continuez à enregistrer la chanson cependant elle figurait sur leur album Lightning Flash Les auteurs de Keeping Our Love Alive, Doug Flett et Guy Fletcher avaient écrit pour de nombreux finalistes britanniques, y compris le gagnant de 1973 Power to All Our Friends. Le groupe Casablanca a été de courte durée, mais les trois artistes principaux, Des Dyer, Samantha Spencer-Lane et Carla Donnelly ont tous figuré dans d'autres éditions de la finale britannique.

#### Finale
La finale a eu lieu le 24 mars 1983 au Television Theatre de Londres et a été animée par Terry Wogan. Le BBC Concert Orchestra sous la direction de John Coleman en tant que chef d'orchestre a accompagné toutes les chansons, mais toute la musique a été préenregistrée. Avant le vote, un montage de danse et de chanson filmé à la Royal Mint a été joué avec la chanson Money (That's What I Want). Les votes de huit jurys régionaux basés à Cardiff, Belfast, Norwich, Glasgow, Bristol, Birmingham, Manchester et Londres ont désigné le vainqueur. Chaque région du jury a attribué 15 points à sa chanson préférée, 12 points à la deuxième, 10 points à la troisième puis 9, 8, 7, 6 et 5 points par ordre de préférence pour les chansons de la 4e à la 8e.
| Ordre | Artiste       | Chanson                               | Auteur(s) compositeur(s)             | Points | Place |
| ----- | ------------- | ------------------------------------- | ------------------------------------ | ------ | ----- |
| 1     | Sweet Dreams  | "I'm Never Giving Up"                 | Ron Roker, Phil Wigger, Jan Pulsford | 109    | 1     |
| 2     | Sam Childs    | "I'm Going Home"                      | Geoff Stephens, Graham Preskett      | 50     | 8     |
| 3     | Stuart Slater | "All Around the World"                | Stephanie De Sykes, Stuart Slater    | 63     | 5     |
| 4     | Casablanca    | "With Love"                           | Des Dyer, Clive Scott                | 72     | 3     |
| 5     | Mirror        | "We've Got All the Time in the World" | Tony Hiller, Paul Curtis             | 91     | 2     |
| 6     | Audio         | "Love on Your Mind"                   | Marty Kristian, Trevor Spencer       | 68     | 4     |
| 7     | Rubic         | "When the Kissing Stops"              | Tony Hiller, Martin Lee, Barry Upton | 63     | 5     |
| 8     | Ritzy         | "Keeping Our Love Alive"              | Guy Fletcher, Doug Flett             | 60     | 7     |

| Votes détaillés du jury | Votes détaillés du jury               | Votes détaillés du jury | Votes détaillés du jury | Votes détaillés du jury | Votes détaillés du jury | Votes détaillés du jury | Votes détaillés du jury | Votes détaillés du jury | Votes détaillés du jury | Votes détaillés du jury |
| Draw                    | Chanson                               | Cardiff                 | Belfast                 | Norwich                 | Glasgow                 | Bristol                 | Birmingham              | Manchester              | Londres                 | Total score             |
| ----------------------- | ------------------------------------- | ----------------------- | ----------------------- | ----------------------- | ----------------------- | ----------------------- | ----------------------- | ----------------------- | ----------------------- | ----------------------- |
| 1                       | "I'm Never Giving Up"                 | 15                      | 12                      | 15                      | 15                      | 15                      | 15                      | 10                      | 12                      | 109                     |
| 2                       | "I'm Going Home"                      | 10                      | 5                       | 6                       | 8                       | 5                       | 5                       | 5                       | 6                       | 50                      |
| 3                       | "All Around the World"                | 6                       | 7                       | 12                      | 9                       | 10                      | 6                       | 6                       | 7                       | 63                      |
| 4                       | "With Love"                           | 5                       | 10                      | 10                      | 5                       | 8                       | 12                      | 7                       | 15                      | 72                      |
| 5                       | "We've Got All the Time in the World" | 12                      | 15                      | 8                       | 12                      | 12                      | 7                       | 15                      | 10                      | 91                      |
| 6                       | "Love on Your Mind"                   | 8                       | 9                       | 5                       | 10                      | 6                       | 9                       | 12                      | 9                       | 68                      |
| 7                       | "When the Kissing Stops"              | 9                       | 8                       | 7                       | 6                       | 7                       | 10                      | 8                       | 8                       | 63                      |
| 8                       | "Keeping Our Love Alive"              | 7                       | 6                       | 9                       | 7                       | 9                       | 8                       | 9                       | 5                       | 60                      |

| Porte-parole du jury | Porte-parole du jury |
| Jury                 | Porte-parole         |
| -------------------- | -------------------- |
| Cardiff              | Iwan Thomas          |
| Belfast              | David Olver          |
| Norwich              | Ian Masters          |
| Glasgow              | Ken Bruce            |
| Bristol              | Andy Batten-Foster   |
| Birmingham           | Marjorie Lofthouse   |
| Manchester           | John Mundy           |
| Londres              | Colin Berry          |

#### Discographie britannique
- Sweet Dreams - I'm Never Giving Up: Ariola ARO333 (7" Single)/AROD333 (12" Single)/AROPD333 (7" Picture Disc).
- Sam Childs - I'm Going Home: Trident Records (Test pressing only. Not released).
- Stuart Slater - All Around The World: Chrysalis RAT1.
- Casablanca - With Love: RCA RCA324.
- Suzanne Michaels - With Love: CNR 145084.
- Mirror - We've Got All The Time In The World: Magnet MAG242.
- Audio - Love On Your Mind: Rex EURO1.
- Rubic - When The Kissing Stops: Epic A3243.
- Brotherhood of Man - When The Kissing Stops: EMI EMI5396.
- Ritzy - Keeping Our Love Alive: Chrysalis RITZY1.

## À l'Eurovision
Après One Step Further de Bardo au Concours Eurovision de la chanson de 1982, le Royaume-Uni s'est classé une place de mieux à la sixième place, marquant 79 points, avec I'm Never Giving Up de Sweet Dreams.
Terry Wogan a fourni les commentaire télévisé pour BBC 1, en plus Wogan a également fourni des commentaires pour les téléspectateurs en Irlande et en Australie pour RTÉ 1 et SBS via la BBC. En raison du concours organisé le jour de la Saint-Georges, BBC Radio 2 a choisi de ne pas diffuser le concours car ils avaient déjà prévu de diffuser The St. George's Day Concert au même moment. Colin Berry est revenu en tant que porte-parole du jury britannique.

### Vote
| Score     | Pays                                                       |
| --------- | ---------------------------------------------------------- |
| 12 points | Suède                                                      |
| 10 points | Autriche                                                   |
| 8 points  | Suisse                                                     |
| 7 points  |                                                            |
| 6 points  | - Chypre - Luxembourg                                      |
| 5 points  | - Danemark - France - Grèce - Pays-Bas - Norvège - Turquie |
| 4 points  |                                                            |
| 3 points  | Allemagne                                                  |
| 2 points  | - Italie - Portugal                                        |
| 1 point   |                                                            |

| Score     | Pays        |
| --------- | ----------- |
| 12 points | Yougoslavie |
| 10 points | Israël      |
| 8 points  | Suède       |
| 7 points  | Allemagne   |
| 6 points  | Finlande    |
| 5 points  | Norvège     |
| 4 points  | Belgique    |
| 3 points  | Autriche    |
| 2 points  | Danemark    |
| 1 point   | Pays-Bas    |